# العلاقات الغابونية الكورية الجنوبية
العلاقات الغابونية الكورية الجنوبية هي العلاقات الثنائية التي تجمع بين الغابون وكوريا الجنوبية.

## مقارنة بين البلدين
هذه مقارنة عامة ومرجعية للدولتين:
| وجه المقارنة                                              | الغابون                        | كوريا الجنوبية                                                          |
| --------------------------------------------------------- | ------------------------------ | ----------------------------------------------------------------------- |
| المساحة (كم2)                                             | 267.67 ألف                     | 100.30 ألف                                                              |
| عدد السكان (نسمة)                                         | 2.03 مليون                     | 51.47 مليون                                                             |
| الكثافة السكانية (ن./كم²)                                 | 7.58                           | 513.16                                                                  |
| العاصمة                                                   | ليبرفيل                        | سول                                                                     |
| اللغة الرسمية                                             | لغة فرنسية                     | اللغة الكورية                                                           |
| العملة                                                    | فرنك وسط أفريقي                | وون كوري جنوبي                                                          |
| الناتج المحلي الإجمالي (بليون دولار)                      | 14.62 مليار                    | 1.53 تريليون                                                            |
| الناتج المحلي الإجمالي (تعادل القوة الشرائية) بليون دولار | 34.65 مليار                    | 1.75 تريليون                                                            |
| الناتج المحلي الإجمالي الاسمي للفرد دولار أمريكي          | 8.27 ألف                       | 27.22 ألف                                                               |
| الناتج المحلي الإجمالي للفرد دولار أمريكي                 | 19.43 ألف                      |                                                                         |
| مؤشر التنمية البشرية                                      | 0.684                          | 0.901                                                                   |
| رمز المكالمات الدولي                                      | +241                           | +82                                                                     |
| رمز الإنترنت                                              | .ga                            | .kr                                                                     |
| المنطقة الزمنية                                           | ت ع م+01:00، توقيت غرب أفريقيا | توقيت كوريا الجنوبية، ت ع م+09:00، آسيا/سيول ‏، ت ع م+08:00، ت ع م+08:30 |

## منظمات دولية مشتركة
يشترك البلدان في عضوية مجموعة من المنظمات الدولية، منها:
| علم المنظمة | اسم المنظمة                               | تاريخ انضمام الغابون | تاريخ انضمام كوريا الجنوبية |
| ----------- | ----------------------------------------- | -------------------- | --------------------------- |
|             | مؤسسة التمويل الدولية                     | 20 أكتوبر 1970       | 16 مارس 1964                |
|             | منظمة حظر الأسلحة الكيميائية              | ?                    | ?                           |
|             | يونسكو                                    | 16 نوفمبر 1960       | 14 يونيو 1950               |
|             | البنك الإفريقي للتنمية                    | ?                    | ?                           |
|             | الأمم المتحدة                             | 20 سبتمبر 1960       | 17 سبتمبر 1991              |
|             | منظمة الشرطة الجنائية الدولية             | ?                    | ?                           |
|             | البنك الدولي للإنشاء والتعمير             | 10 سبتمبر 1963       | 26 أغسطس 1955               |
|             | الاتحاد البريدي العالمي                   | ?                    | ?                           |
|             | مؤسسة التنمية الدولية                     | 4 نوفمبر 1963        | 18 مايو 1961                |
|             | منظمة التجارة العالمية                    | ?                    | ?                           |
|             | الفريق المعني برصد الأرض                  | ?                    | ?                           |
|             | المركز الدولي لتسوية المنازعات الاستشارية | 14 أكتوبر 1966       | 23 مارس 1967                |
|             | وكالة ضمان الاستثمار متعدد الأطراف        | 26 مارس 2003         | 12 أبريل 1988               |

## وصلات خارجية
- موقع وزارة الخارجية الكورية الجنوبية